# آیدان چیمبرز

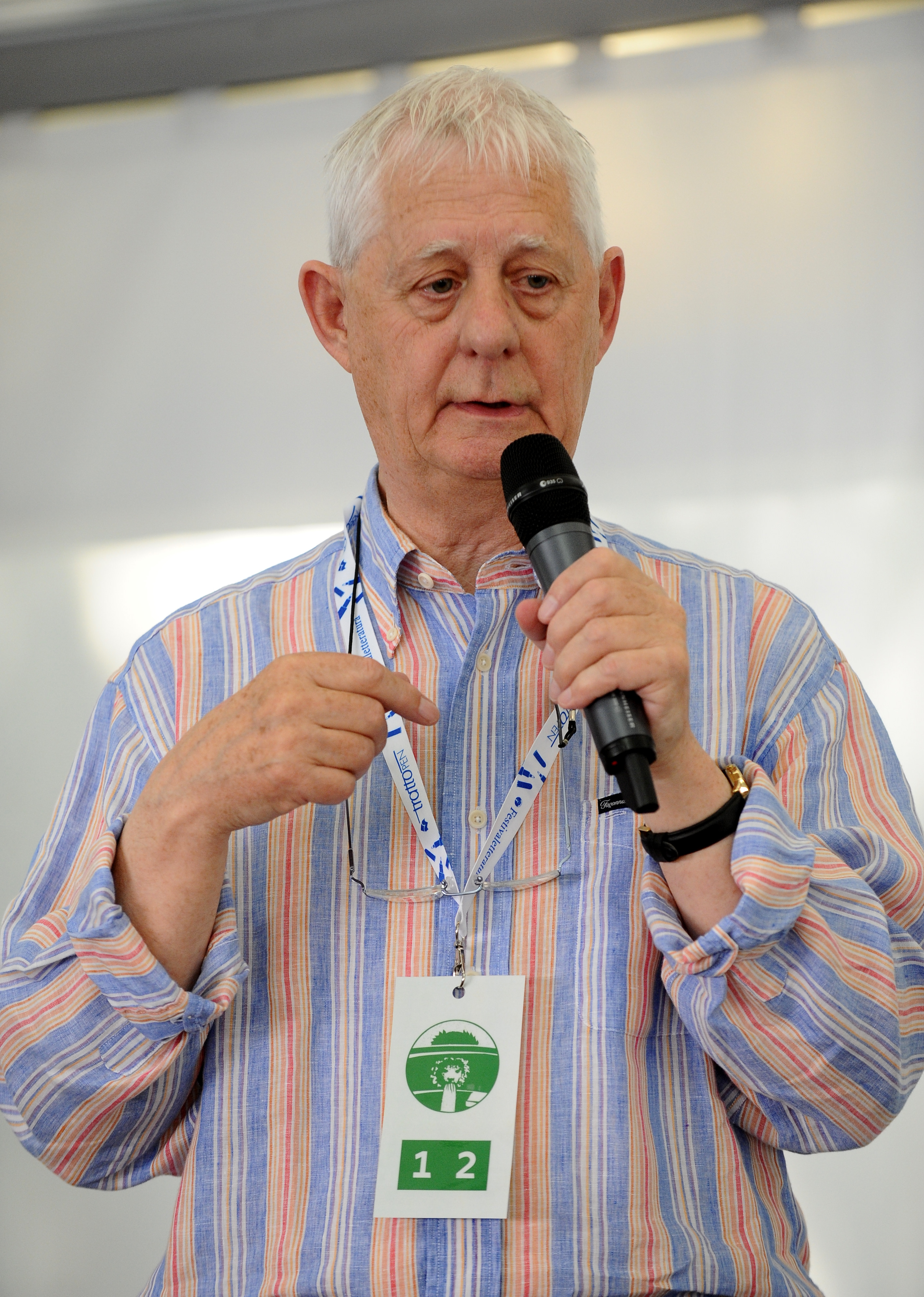
آیدان چیمبرز

آیدان چیمبرز (به انگلیسی: Aidan Chambers - زاده ۲۷ دسامبر ۱۹۳۴) نویسنده کودکان و ادبیات داستانی نوجوانان اهل بریتانیا است. او در سال ۱۹۹۹ به خاطر نوشتن کتاب کارت پستال از سرزمین هیچ‌کس هم برنده مدال کارنگی انگلیس و هم جایزه آمریکایی پرینتز شد. وی به دلیل «سهم ماندگارش در ادبیات کودک» در سال ۲۰۰۲ برنده جایزه بین‌المللی هانس کریستین آندرسن شد.

## زندگی و حرفه
آیدان در سال ۱۹۳۴ در چستر لی استریت در ایالت دورهام به دنیا آمد. او تنها فرزند خانواده بود. آیدان دانش‌آموز ضعیفی بود و معلمانش فکر می‌کردند کودن است، او تا سن نه سالگی نمی‌توانست روان صحبت کند. پس از گذراندن دو سال] در نیروی دریایی پادشاهی بریتانیا به عنوان بخشی از خدمت ملی‌اش، چیمبرز قبل از پیوستن به صومعه آنگلیکان در استرود در سال ۱۹۶۰ به عنوان معلم آموزش دید و به مدت سه سال در دبیرستان پسرانه وست‌کلیف درساوتند-آن-سی تدریس کرد. رمان ویژه نوجوانان او با نام اکنون می‌دانم (۱۹۸۷) بخشی از تجربیات او در نقش راهب است.
اولین نمایشنامه‌های وی، از جمله جانی سالتر (۱۹۶۶)، ماشین و دویدن جوجه (۱۹۶۸)، در حالی که معلم مدرسه آرچوی استرود بود ، منتشر شد.
چیمبرز در سال ۱۹۶۷ صومعه را ترک کرد و یک سال بعد به عنوان نویسندهٔ آزادو مستقل شروع به فعالیت کرد. آثار وی با عنوان «سری رقص» شامل شش رمان زنگ تفریح ،رقص روی گور من، اکنون می‌دانم، پل عوارضی، کارت پستال از سرزمین هیچ‌کس و همهش این است: کتاب بالش کوردلیا کِن است که از سال۱۹۷۸ تا ۲۰۰۵ منتشر شده‌است. وی و همسرش نانسی برای ترویج ادبیات کودکان و نوجوانان نشر تیمبل و مجله سیگنال را تأسیس کردند. در سال ۱۹۸۲ آنها به دلیل خدمات برجسته‌ای که به کتاب کودکان ارائه دادند، جایزه النور فارجون را دریافت کردند. وی از سال ۲۰۰۳ تا ۲۰۰۶ رئیس انجمن کتابخانه‌های مدارس بود.

## جوایز و افتخارات
چیمبرز به خاطر نوشتن کتاب کارت پستال از سرزمین هیچ‌کس، که توسط بودلی هد در سال ۱۹۹۹ منتشر شد، موفق به کسب دو جایزه ادبی مهم، یکی مدال کارنگی از انجمن کتابخانه شد که کتاب را به عنوان بهترین کتاب سال کودکان انتخاب کرد. و دیگری جایزه مایکل ال. پرینتز برای ادبیات ویژه کودکان و نوجوانان بود، که کتابی را که سه سال بعد در ایالات متحده چاپ شده بود به رسمیت شناخت. .
چیمبرز چندین جایزه و افتخار عمومی هم کسب کرده‌است.